# Mollā Sarāb
Mollā Sarāb (persiska: ملا سراب) är en ort i Iran.   Den ligger i provinsen Östazarbaijan, i den nordvästra delen av landet, 500 km väster om huvudstaden Teheran. Mollā Sarāb ligger 1 290 meter över havet och antalet invånare är 912.
Terrängen runt Mollā Sarāb är platt, och sluttar västerut.Runt Mollā Sarāb är det ganska tätbefolkat, med 90 invånare per kvadratkilometer. Närmaste större samhälle är Mīāndoāb, 15,5 km söder om Mollā Sarāb. Trakten runt Mollā Sarāb består till största delen av jordbruksmark.